# Olympische Sommerspiele 2020/Leichtathletik – Dreisprung (Frauen)
Der Dreisprungwettkampf der Frauen bei den Olympischen Spielen 2020 in Tokio fand am 30. Juli und 1. August 2021 im neuerbauten Nationalstadion statt.
Olympiasiegerin wurde Yulimar Rojas aus Venezuela, die im Finale mit 15,67 m einen neuen Weltrekord aufstellte. Silber gewann die Portugiesin Patrícia Mamona, Bronze ging an die Spanierin Ana Peleteiro.

## Aktuelle Titelträgerinnen
| Olympiasiegerin                         | Caterine Ibargüen ( Kolumbien)         | 15,17 m | Rio de Janeiro 2016 |
| Weltmeisterin                           | Yulimar Rojas ( Venezuela)             | 15,37 m | Doha 2019           |
| Europameisterin                         | Paraskevi Papachristou ( Griechenland) | 14,60 m | Berlin 2018         |
| Nord-/Zentralamerika-/Karibik-Meisterin | Shanieka Ricketts ( Jamaika)           | 14,25 m | Toronto 2018        |
| Südamerika-Meisterin                    | Yosiris Urrutia ( Kolumbien)           | 13,85 m | Lima 2019           |
| Asienmeisterin                          | Parinya Chuaimaroeng ( Thailand)       | 13,72 m | Doha 2019           |
| Afrikameisterin                         | Grace Anigbata ( Nigeria)              | 14,02 m | Asaba 2018          |
| Ozeanienmeisterin                       | Rellie Kaputin ( Papua-Neuguinea)      | 13,04 m | Townsville 2019     |

## Rekorde

### Bestehende Rekorde
| Weltrekord         | Inessa Krawez ( Ukraine)          | 15,50 m | Göteborg, Schweden                    | 10. August 1995 |
| Olympischer Rekord | Françoise Mbango Etone ( Kamerun) | 15,39 m | Finale OS Peking, Volksrepublik China | 17. August 2008 |

### Rekordverbesserungen
Zunächst gab es einen neuen Olympiarekord, der anschließend durch einen neuen Weltrekord verbessert wurde. Darüber hinaus wurden drei neue Landesrekorde aufgestellt.
- Weltrekord:
  - 15,67 m – Yulimar Rojas (Venezuela), Finale am 1. August, sechster Versuch, Rückenwind: 0,7 m/s
- Olympischer Rekord:
  - 15,41 m – Yulimar Rojas (Venezuela), Finale am 1. August, erster Versuch, Rückenwind: 1,1 m/s
- Landesrekorde:
  - 14,60 m – Thea LaFond (Dominica), Qualifikation (Gruppe B) am 30. Juli, erster Versuch, Gegenwind: 0,1 m/s
  - 15,01 m – Patrícia Mamona (Portugal), Finale am 1. August, vierter Versuch, Rückenwind: 1,0 m/s
  - 14,87 m – Ana Peleteiro (Spanien), Finale am 1. August, fünfter Versuch, Rückenwind: 0,5 m/s

## Legende
Kurze Übersicht zur Bedeutung der Symbolik – so üblicherweise auch in sonstigen Veröffentlichungen verwendet:
| – | verzichtet                            |
| x | ungültig                              |
| r | Wettkampf nicht fortgesetzt (retired) |

## Ergebnisse

### Qualifikation
30. Juli 2021, Start: 19:00 Uhr (12:00 Uhr MESZ)
Die Athletinnen traten zu einer Qualifikationsrunde in zwei Gruppen an. Sechs Wettbewerberinnen (hellblau unterlegt) übertrafen die Qualifikationsweite für den direkten Finaleinzug von 14,40 m. Damit war die Mindestanzahl von zwölf Finalteilnehmerinnen nicht erreicht. So wurde das Finalfeld mit den sechs nächstbesten Springerinnen beider Gruppen (hellgrün unterlegt) auf zwölf Wettbewerberinnen aufgefüllt. Für die Finalteilnahme waren schließlich 14,21 m zu erbringen.

#### Gruppe A

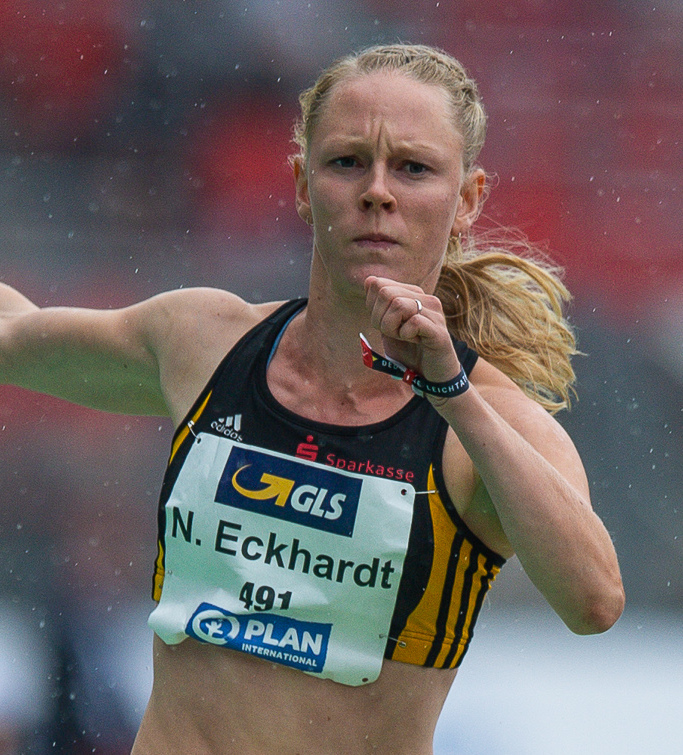
Neele Eckhardt-Noack – ausgeschieden mit 14,20 m
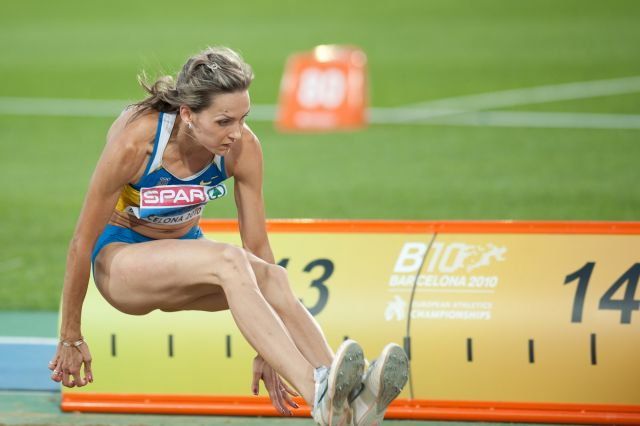
Olha Saladucha – ausgeschieden mit 13,91 m

| Platz | Name                  | Nation      | 1. Versuch Wind (m/s) | 2. Versuch Wind (m/s) | 3. Versuch Wind (m/s) | Resultat (m) | Anmerkung |
| 1     | Yulimar Rojas         | Venezuela   | 14,77 / −0,2          | –                     | –                     | 14,77        |           |
| 2     | Ana Peleteiro         | Spanien     | 14,34 / +0,3          | 14,62 / +0,5          | –                     | 14,62        |           |
| 3     | Caterine Ibargüen     | Kolumbien   | 14,02 / +0,4          | 14,08 / +0,5          | 14,37 / +0,9          | 14,37        |           |
| 4     | Kimberly Williams     | Jamaika     | 13,38 / +0,3          | 13,86 / +0,7          | 14,30 / +0,4          | 14,30        |           |
| 5     | Keturah Orji          | USA         | 14,26 / +0,4          | 13,91 / +0,5          | 14,17 / +0,2          | 14,26        |           |
| 6     | Senni Salminen        | Finnland    | 14,20 / +0,4          | 13,68 / +0,7          | 14,07 / +0,6          | 14,20        |           |
| 7     | Neele Eckhardt-Noack  | Deutschland | 13,88 / +0,6          | 13,92 / +0,1          | 14,20 / +0,8          | 14,20        |           |
| 8     | Evelise Veiga         | Portugal    | 13,93 / +0,5          | 13,63 / +0,5          | 13,57 / +0,5          | 13,93        | SB        |
| 9     | Olha Saladucha        | Ukraine     | 13,49 / +0,4          | 13,91 / ±0,0          | 13,88 / +0,6          | 13,91        |           |
| 10    | Dariya Derkach        | Italien     | 13,69 / +0,4          | 13,73 / +0,5          | 13,90 / +0,3          | 13,90        |           |
| 11    | Gabriela Petrowa      | Bulgarien   | x                     | 13,79 / −0,2          | x                     | 13,79        |           |
| 12    | Jasmine Moore         | USA         | x                     | x                     | 13,76 / +0,7          | 13,76        |           |
| 13    | Marija Owtschinnikowa | Kasachstan  | x                     | 13,34 / +0,7          | x                     | 13,34        |           |
| 14    | Roksana Xudoyorova    | Usbekistan  | 12,63 / +0,2          | 13,02 / +0,3          | 13,01 / +0,5          | 13,02        |           |
| 15    | Irina Ektowa          | Kasachstan  | x                     | 12,90 / +0,4          | x                     | 12,90        |           |
| NMW   | Nadia Eke             | Ghana       | x                     | x                     | x                     | ogV          |           |
| DNS   | Leyanis Pérez         | Kuba        |                       |                       |                       |              |           |

Weitere in Qualifikationsgruppe A ausgeschiedene Dreispringerinnen:

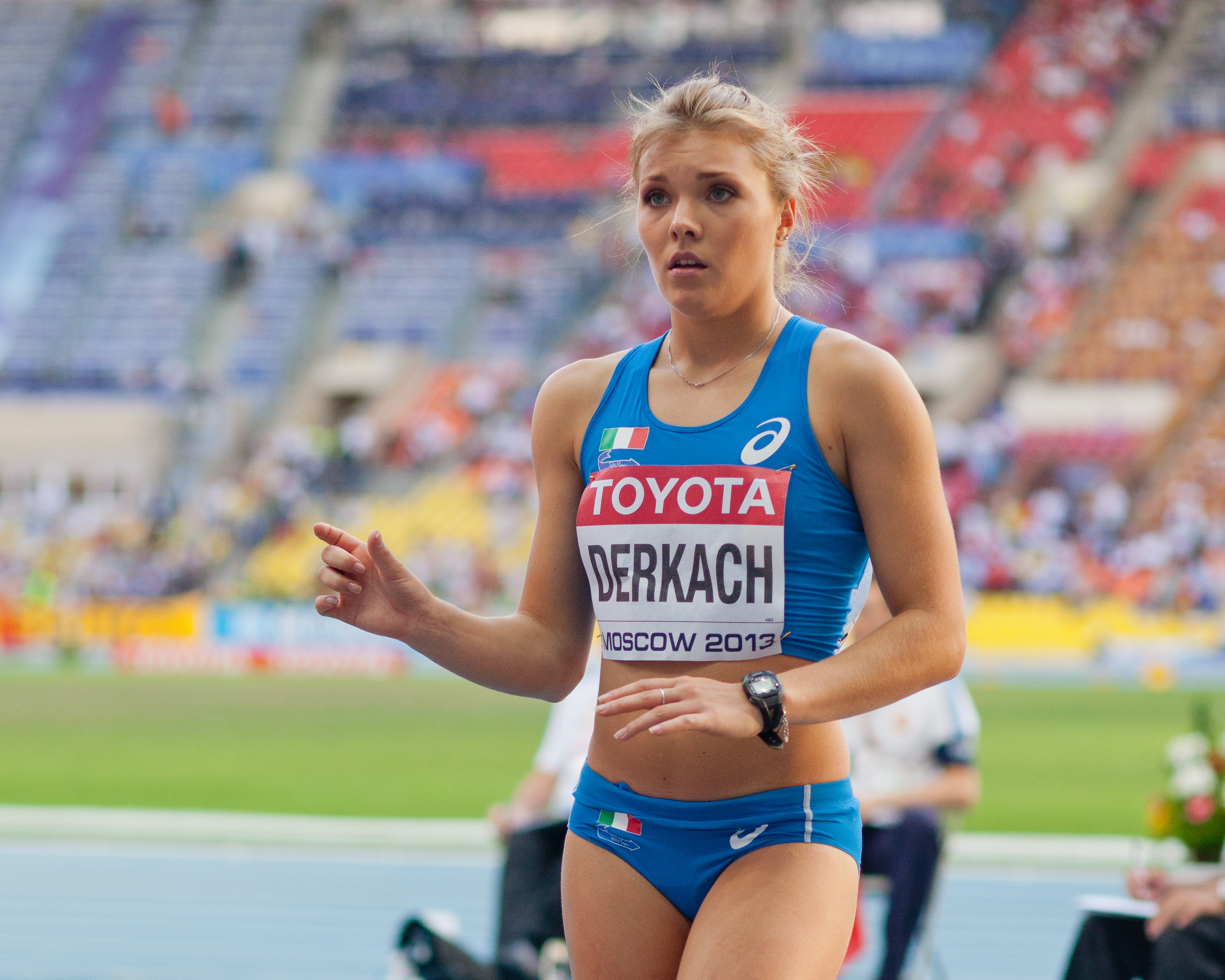
Dariya Derkach – 13,90 m
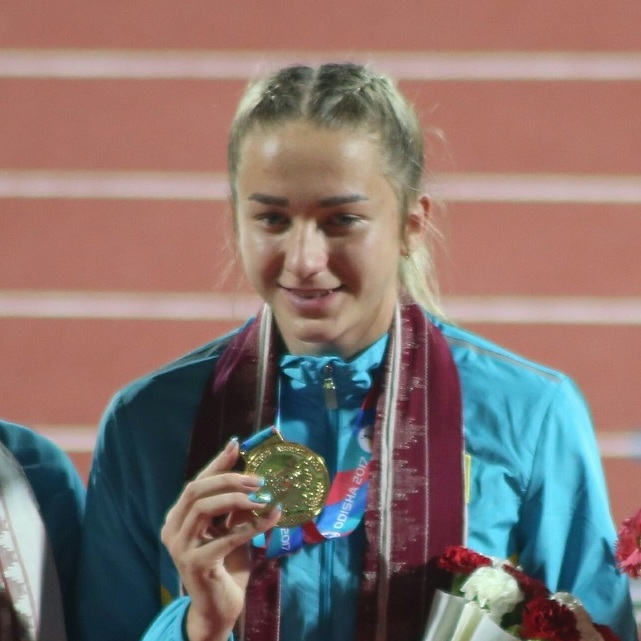
Marija Owtschinnikowa – 13,34 m
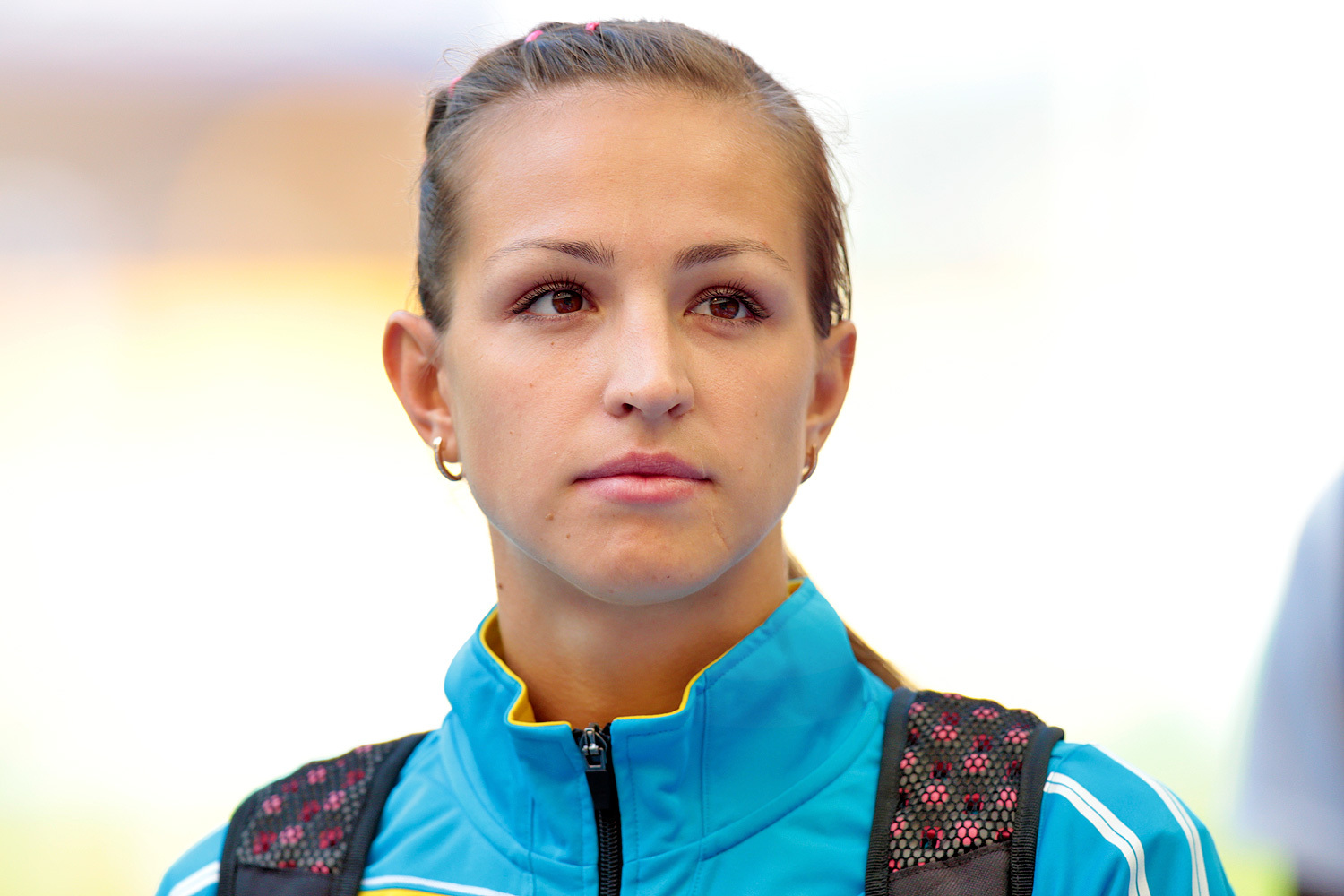
Irina Ektowa – 12,90 m
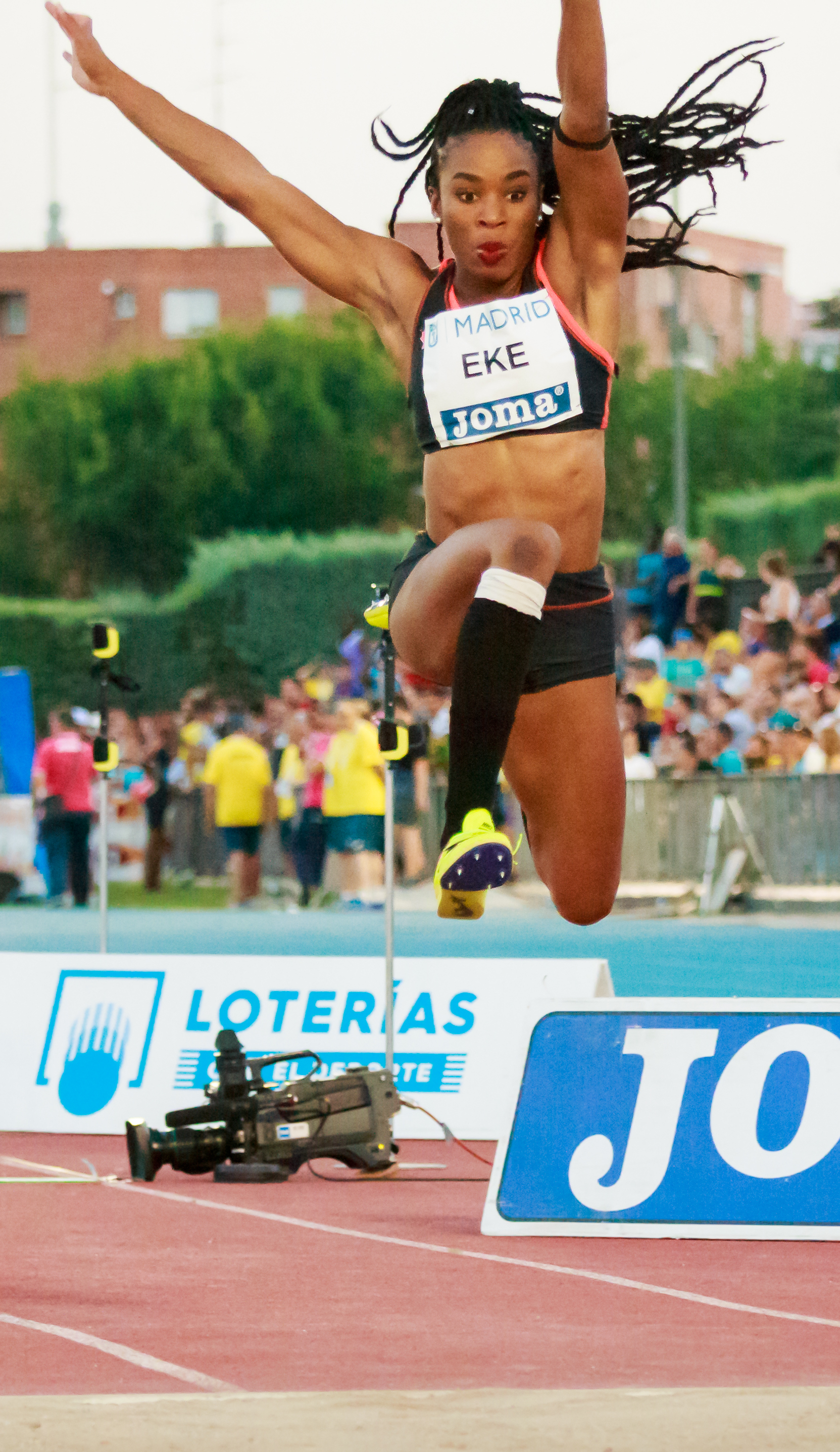
Nadia Eke – kein gültiger Sprung

#### Gruppe B
| Platz | Name                   | Nation                  | 1. Versuch Wind (m/s) | 2. Versuch Wind (m/s) | 3. Versuch Wind (m/s) | Resultat (m) | Anmerkung |
| 1     | Thea LaFond            | Dominica                | 14,60 / −0,1          | –                     | –                     | 14,60        | NR        |
| 2     | Patrícia Mamona        | Portugal                | 14,54 / +0,1          | –                     | –                     | 14,54        |           |
| 3     | Liadagmis Povea        | Kuba                    | 14,50 / ±0,0          | –                     | –                     | 14,50        |           |
| 4     | Shanieka Ricketts      | Jamaika                 | 14,43 / ±0,0          | –                     | –                     | 14,43        |           |
| 5     | Hanna Minenko          | Israel                  | 14,27 / +0,4          | 14,35 / +0,6          | 14,36 / +0,3          | 14,36        |           |
| 6     | Rouguy Diallo          | Frankreich              | 14,20 / −0,1          | 14,29 / +0,4          | 13,91 / +0,8          | 14,29        |           |
| 7     | Kristiina Mäkelä       | Finnland                | 14,21 / +0,1          | 14,06 / ±0,0          | 14,08 / +0,5          | 14,21        |           |
| 8     | Davisleydi Velazco     | Kuba                    | 14,14 / −0,1          | x                     | x                     | 14,14        |           |
| 9     | Ana José Tima          | Dominikanische Republik | 13,87 / −0,3          | 14,11 / +0,1          | x                     | 14,11        |           |
| 10    | Núbia Soares           | Brasilien               | x                     | 14,04 / +0,2          | 14,07 / ±0,0          | 14,07        |           |
| 11    | Wijaleta Skwarzowa     | Belarus                 | 13,93 / ±0,0          | x                     | 14,05 / +0,6          | 14,05        |           |
| 12    | Olga Rypakowa          | Kasachstan              | 13,66 / +0,2          | 13,69 / +0,3          | x                     | 13,69        | SB        |
| 13    | Tori Franklin          | USA                     | 13,23 / ±0,0          | 13,68 / 0,5           | 13,58 / ±0,0          | 13,68        |           |
| 14    | Yosiris Urrutia        | Kolumbien               | x                     | x                     | 13,16 / +0,2          | 13,16        |           |
| 15    | Diana Zagainova        | Litauen                 | x                     | 13,10 / −0,1          | x                     | 13,10        |           |
| 16    | Kristin Gierisch       | Deutschland             | x                     | 13,02 / +0,5          | r                     | 13,02        |           |
| 17    | Paraskevi Papachristou | Griechenland            | x                     | 12,23 / −0,1          | x                     | 12,23        |           |

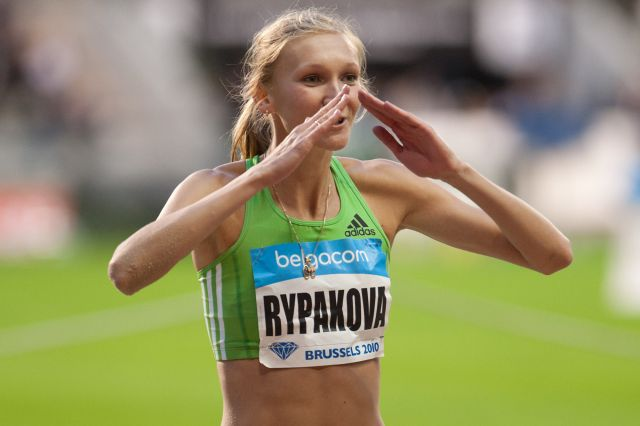
Olga Rypakowa – ausgeschieden
mit 13,69 m

Weitere in Qualifikationsgruppe B ausgeschiedene Dreispringerinnen:

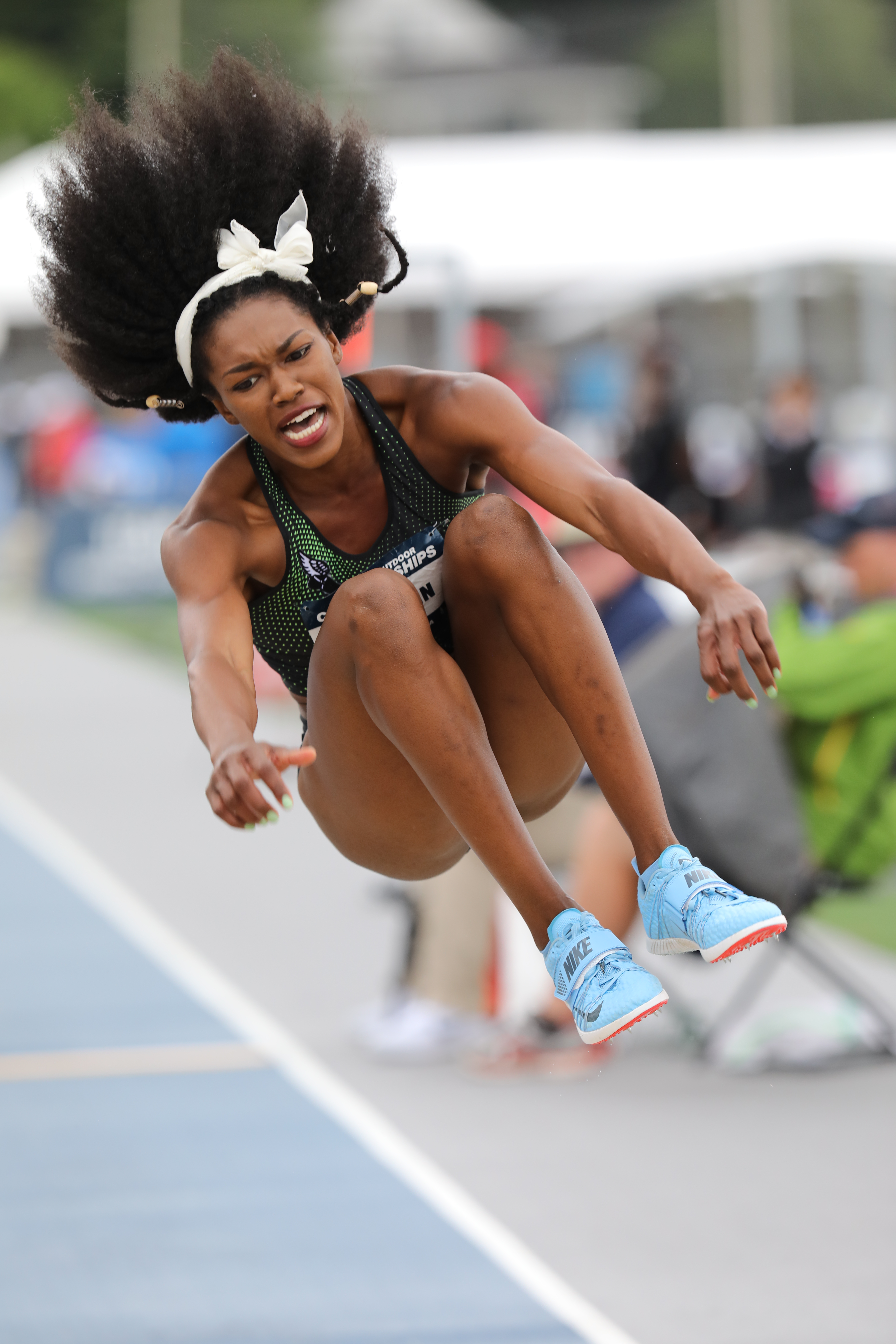
Tori Franklin – 13,68 m
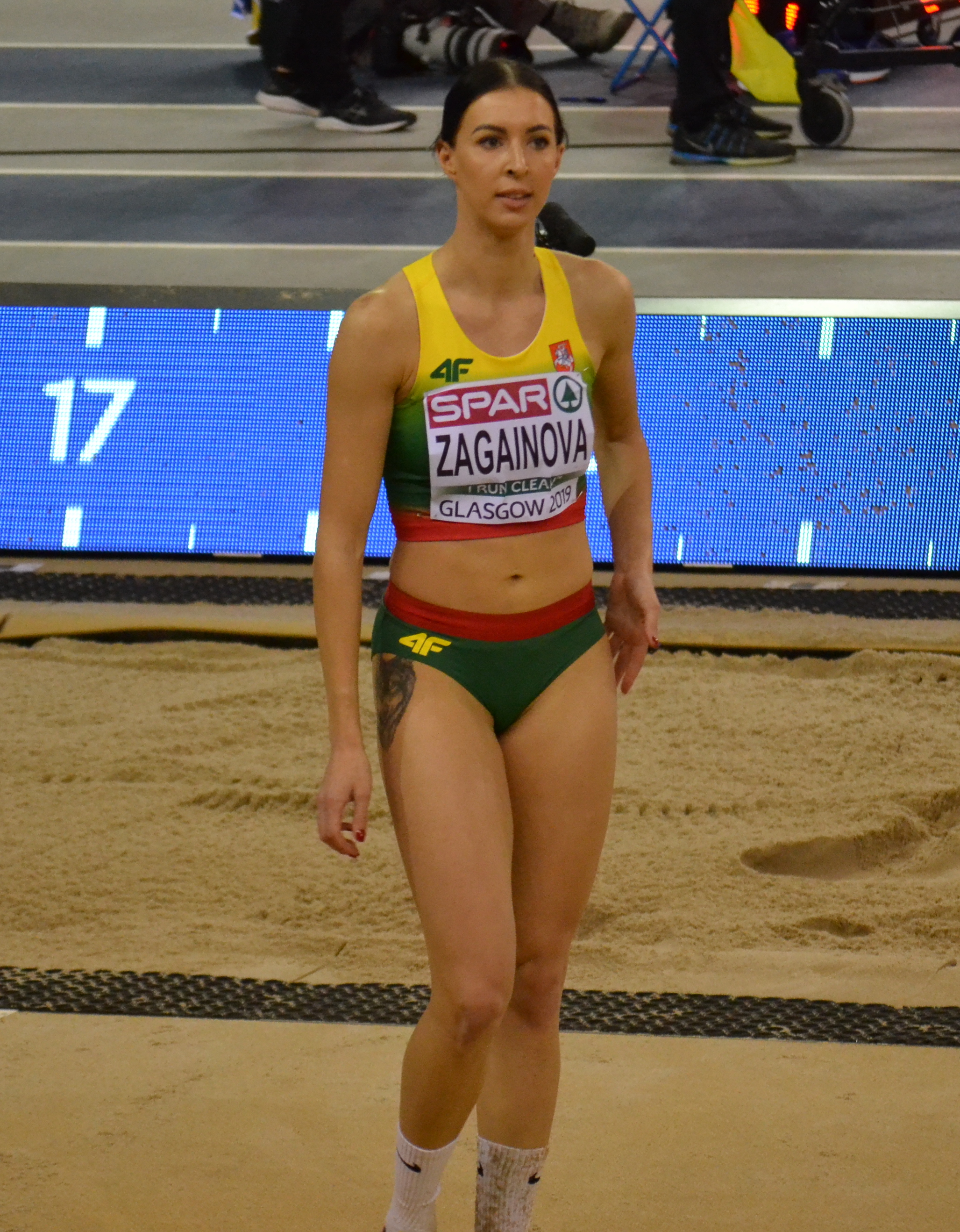
Diana Zagainova – 13,10 m
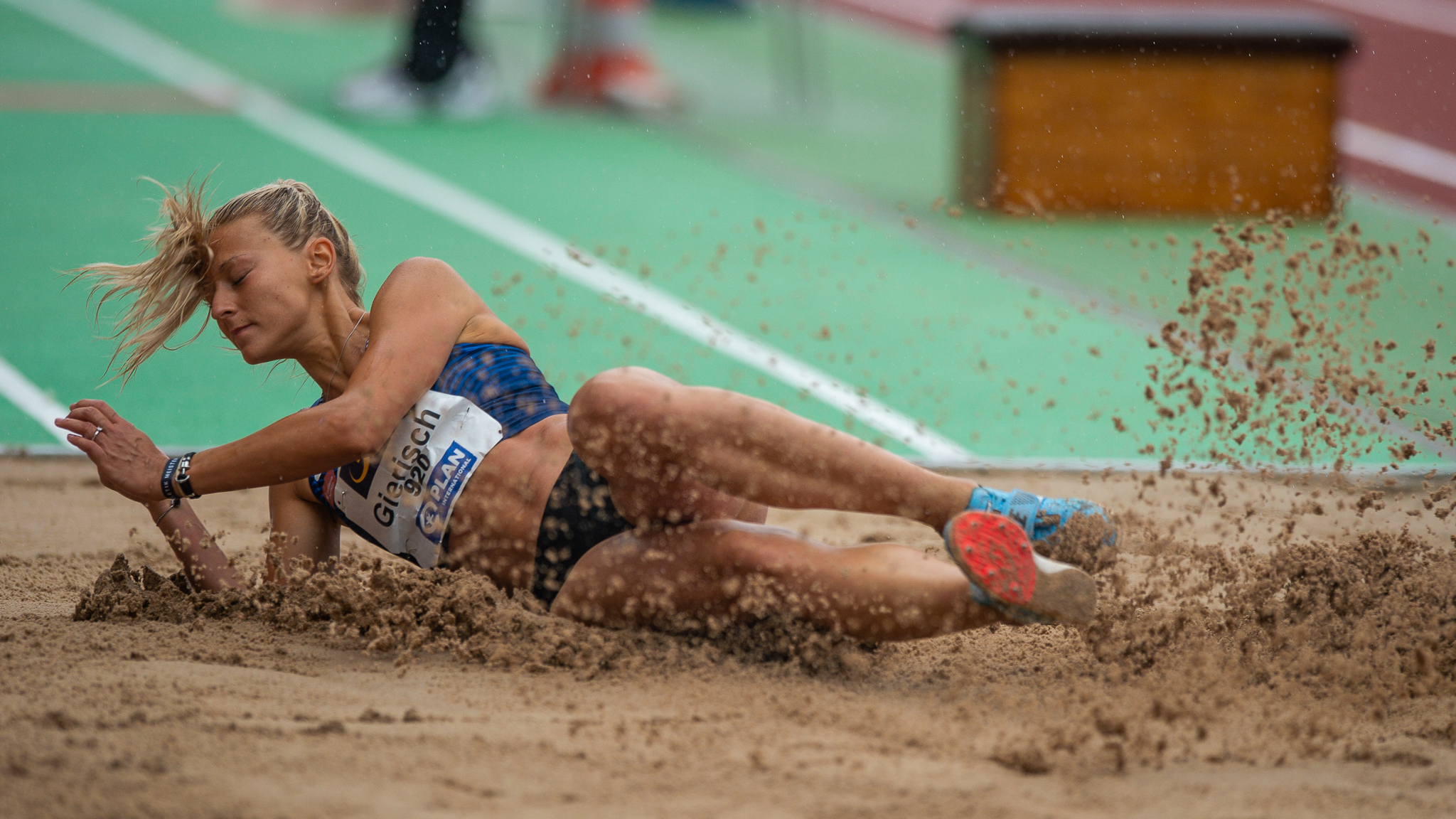
Kristin Gierisch – 13,02 m
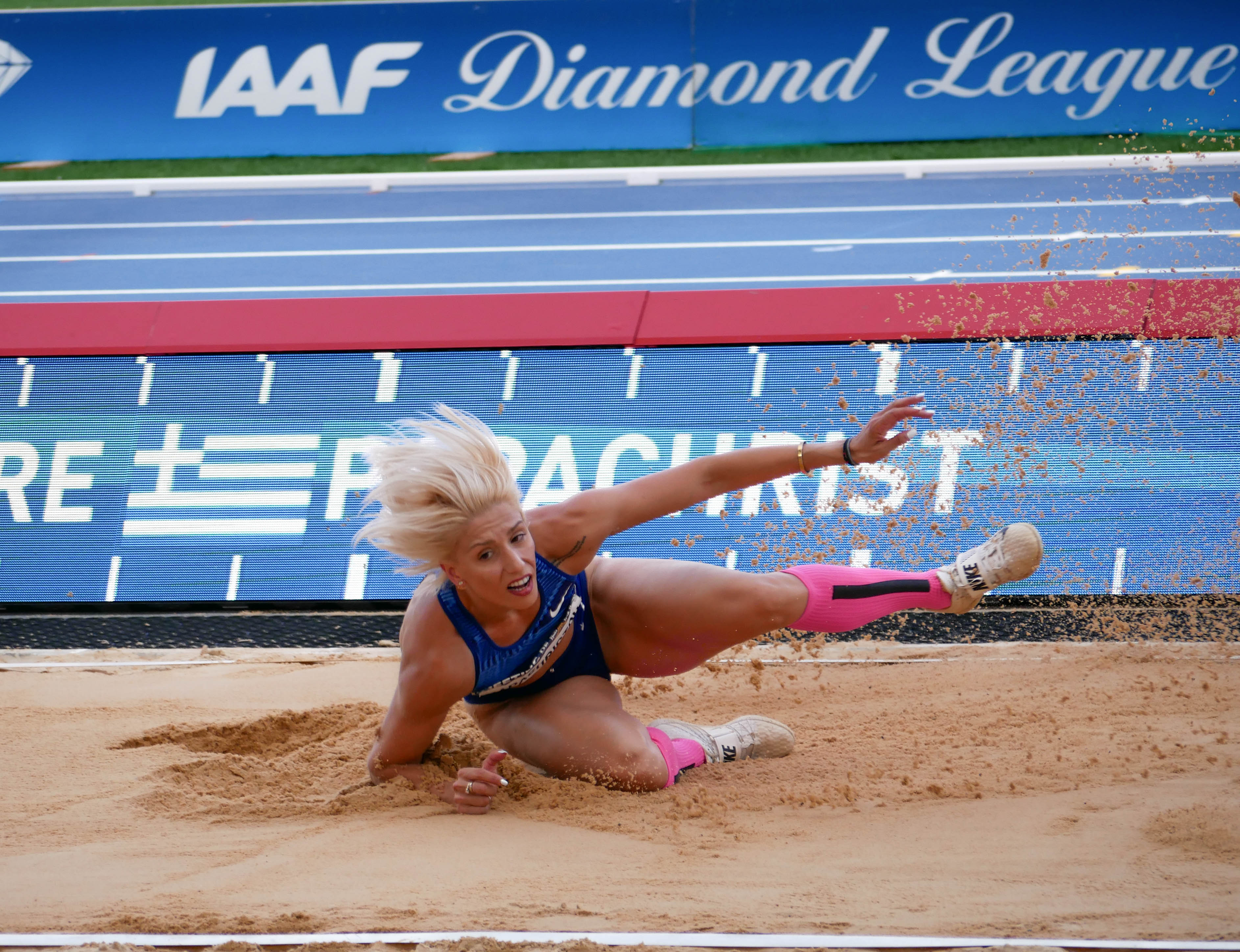
Paraskevi Papachristou – 12,23 m

### Finale

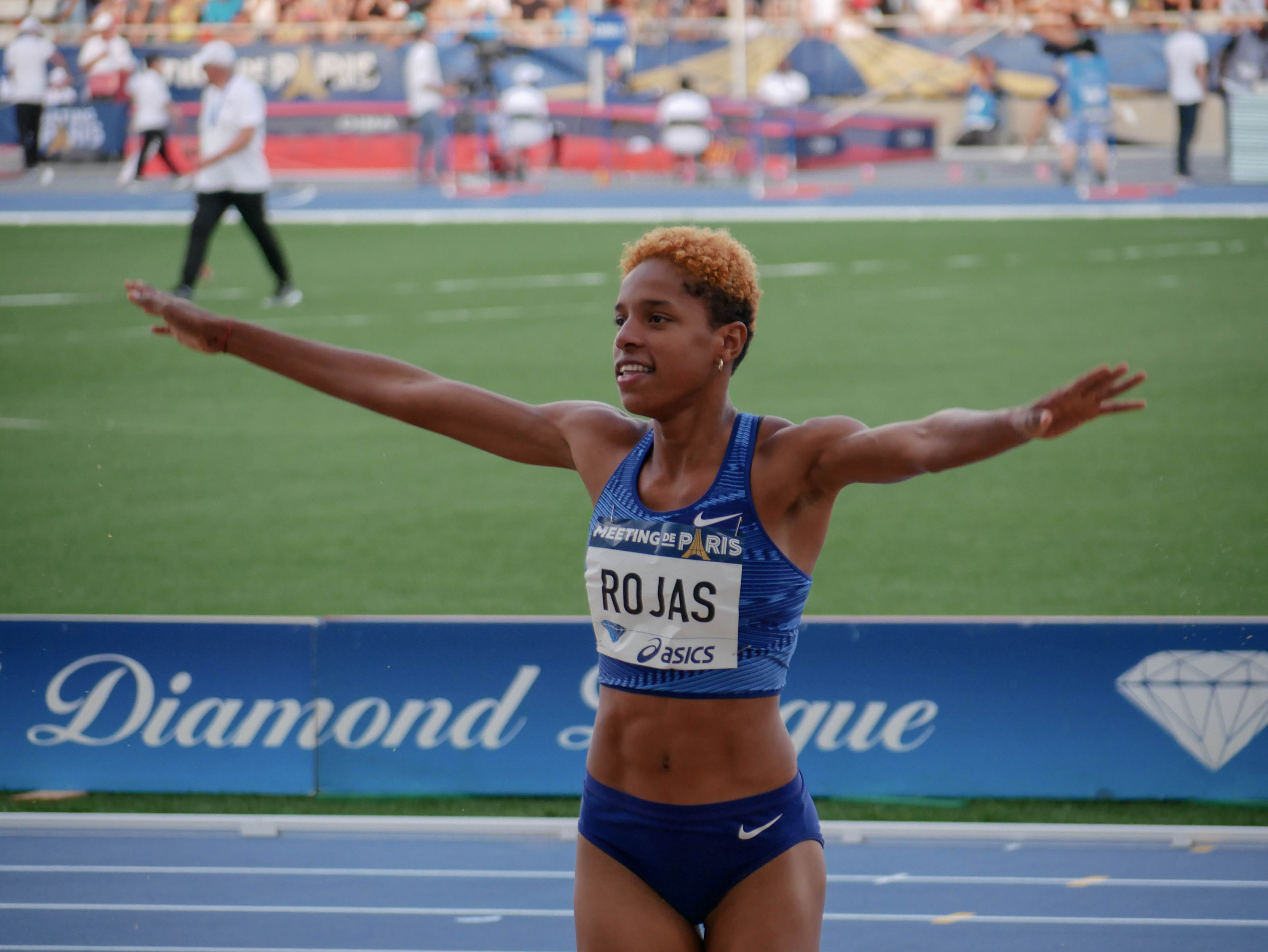
Yulimar Rojas – Olympiasiegerin mit Weltrekord

1. August 2021, 19:00 Uhr (12:00 Uhr MESZ)
| Platz | Name              | Nation     | 1. Versuch Wind (m/s) | 2. Versuch Wind (m/s) | 3. Versuch Wind (m/s) | 4. Versuch Wind (m/s)                         | 5. Versuch Wind (m/s)                         | 6. Versuch Wind (m/s)                         | Resultat (m) | Anmerkung |
| 1     | Yulimar Rojas     | Venezuela  | 15,41 / +1,1 OR       | 14,53 / +1,1          | x                     | 15,25 / +0,1000                               | x000                                          | 15,67 / +0,7 WR                               | 15,67        | WR        |
| 2     | Patrícia Mamona   | Portugal   | 14,91 / +1,1000       | 12,30 / +0,9          | x                     | 15,01 / +1,0 NR                               | 14,66 / +0,3000                               | 14,97 / +0,8000                               | 15,01        | NR        |
| 3     | Ana Peleteiro     | Spanien    | 14,55 / +0,5000       | 14,77 / +0,4          | x                     | 14,63 / +0,6000                               | 14,87 / +0,5 NR                               | 14,65 / +0,6000                               | 14,87        | NR        |
| 4     | Shanieka Ricketts | Jamaika    | x000                  | x                     | 14,47 / +0,7          | 14,84 / +0,1000                               | 14,62 / +0,7000                               | 14,76 / +0,8000                               | 14,84        |           |
| 5     | Liadagmis Povea   | Kuba       | 14,70 / +0,1000       | 14,70 / +0,6          | 14,52 / +0,7          | 14,31 / −0,2000                               | 14,38 / +1,0000                               | 14,50 / +0,4000                               | 14,70        |           |
| 6     | Hanna Minenko     | Israel     | 14,52 / ±0,0000       | 14,60 / +0,6          | 14,27 / +0,9          | 14,29 / +0,7000                               | x000                                          | x000                                          | 14,60        | SB        |
| 7     | Keturah Orji      | USA        | 14,59 / +0,6000       | 14,10 / ±0,0          | 13,82 / +0,8          | 14,12 / +1,0000                               | 14,43 / +0,7000                               | x000                                          | 14,59        |           |
| 8     | Kimberly Williams | Jamaika    | 13,77 / ±0,0000       | x                     | 14,51 / +0,4          | 14,12 / +0,8000                               | 14,47 / +0,5000                               | 14,28 / +1,1000                               | 14,51        |           |
|       |                   |            |                       |                       |                       |                                               |                                               |                                               |              |           |
| 9     | Rouguy Diallo     | Frankreich | 14,38 / +0,9000       | 14,28 / +0,3          | x                     | nicht im Finale der besten acht Springerinnen | nicht im Finale der besten acht Springerinnen | nicht im Finale der besten acht Springerinnen | 14,38        |           |
| 10    | Caterine Ibargüen | Kolumbien  | 14,25 / 0,7000        | 14,01 / 0,4           | 14,19 / +1,0          | nicht im Finale der besten acht Springerinnen | nicht im Finale der besten acht Springerinnen | nicht im Finale der besten acht Springerinnen | 14,25        |           |
| 11    | Kristiina Mäkelä  | Finnland   | 14,17 / +0,6000       | 14,03 / +0,4          | 13,90 / +0,9          | nicht im Finale der besten acht Springerinnen | nicht im Finale der besten acht Springerinnen | nicht im Finale der besten acht Springerinnen | 14,17        |           |
| 12    | Thea LaFond       | Dominica   | x000                  | 12,57 / +0,8          | x                     | nicht im Finale der besten acht Springerinnen | nicht im Finale der besten acht Springerinnen | nicht im Finale der besten acht Springerinnen | 12,57        |           |

Im Finale hatte jede Teilnehmerin zunächst drei Versuche, die Weiten der Qualifikationsrunde wurden nicht gewertet. Den besten acht Athletinnen standen im Anschluss drei weitere Versuche zu.
Für das Finale hatten sich zwei Springerinnen aus Jamaika qualifiziert, komplettiert wurde das Feld durch je eine Athletin aus Dominica, Finnland, Frankreich, Israel, Kolumbien, Kuba, Portugal, Spanien, den USA und Venezuela.
Gleich mit ihrem ersten Sprung stellte die Topfavoritin Yulimar Rojas aus Venezuela, die auch in der Qualifikation die größte Weite erzielt hatte, mit 15,41 m einen neuen olympischen Rekord auf. Die Portugiesin Patrícia Mamona folgte ihr mit einer persönlichen Bestweite von 14,91 m und lag damit auf dem Silberrang. Liadagmis Povea aus Kuba sprang mit 14,70 m auf den dritten Platz. In Runde zwei wurde sie von der Spanierin Ana Peleteiro verdrängt, die auf 14,77 m kam.
Mit Fehlversuchen bei ihren ersten beiden Sprüngen und 14,47 m in ihrem dritten Versuch schaffte es Shanieka Ricketts aus Jamaika nur knapp in die Runde der besten acht Athletinnen, in Durchgang vier jedoch gelangen ihr 14,84 m, womit sie auf den Bronzerang vorrückte. In dieser vierten Versuchsreihe stellte Patrícia Mamona mit 15,01 m ihre zweite persönliche Bestleistung und zugleich einen neuen Landesrekord auf, womit sie sich am Ende die Silbermedaille sicherte. Ana Peleteiro erzielte im fünften Durchgang 14,87 m, das war ein neuer spanischer Rekord, damit gewann sie die Bronzemedaille. Die kolumbianische Olympiasiegerin von 2016 Caterine Ibargüen war hier im Finale zwar noch einmal dabei, hatte jedoch längst nicht mehr die Form früherer Jahre und wurde am Ende Zehnte. Mit dem letzten Sprung des Wettbewerbs, die Goldmedaille bereits gesichert, erzielte Yulimar Rojas 15,67 m und verbesserte damit den 26 Jahre alten Weltrekord der Ukrainerin Inessa Krawez um siebzehn Zentimeter.

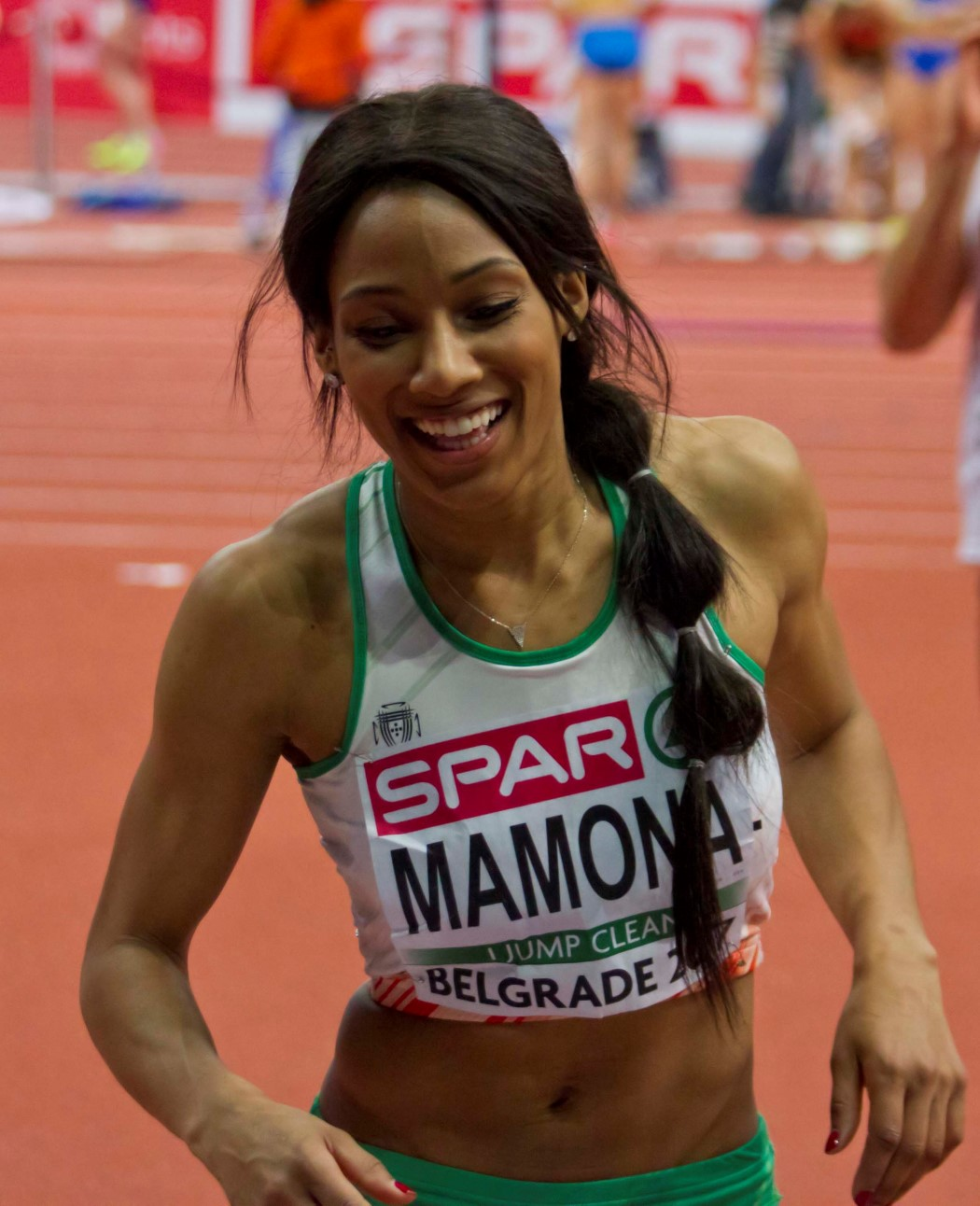
Mit neuem portugiesischen Landesrekord gewann Patrícia Mamona die Silbermedaille
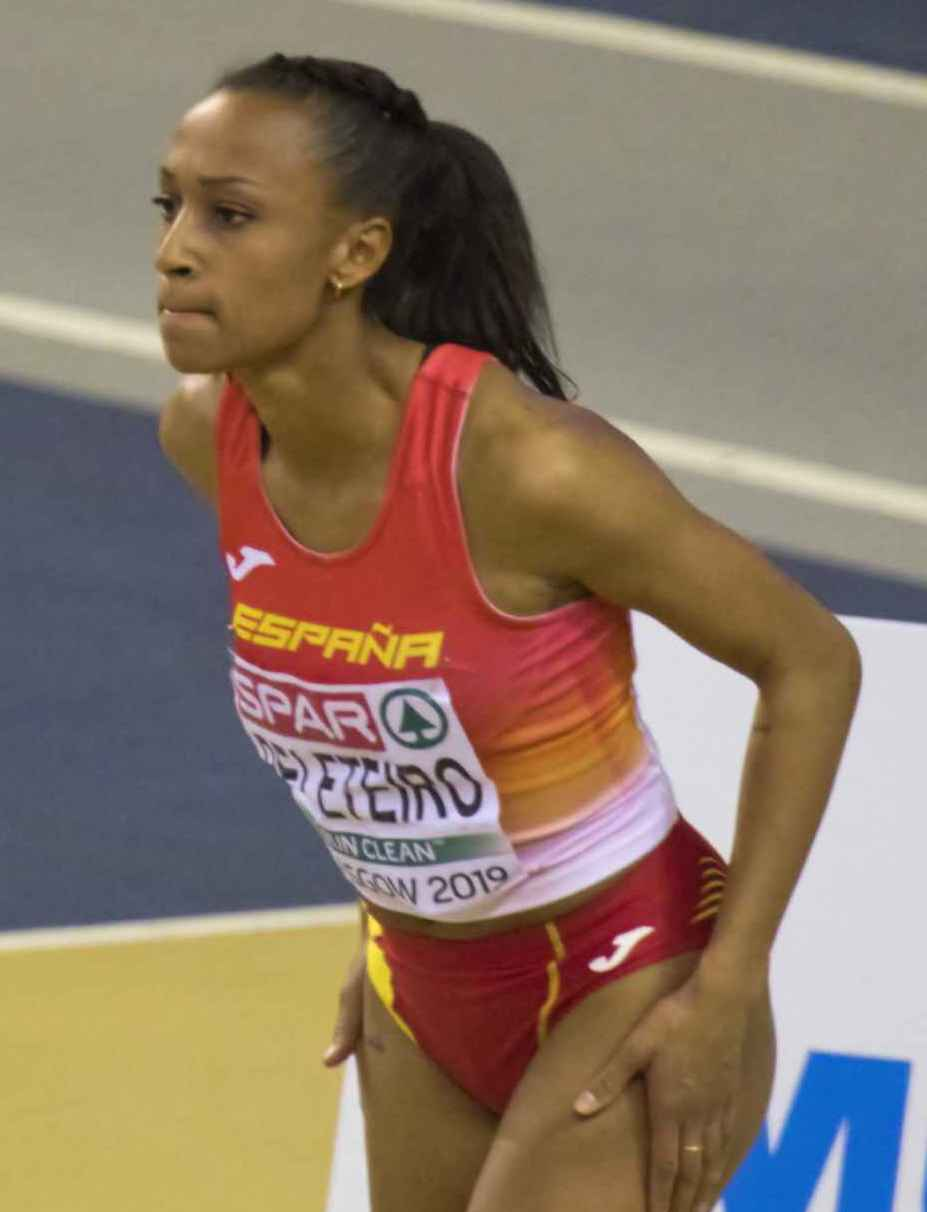
Auch die spanische Bronzemedaillengewinnerin Ana Peleteiro stellte einen neuen Landesrekord auf
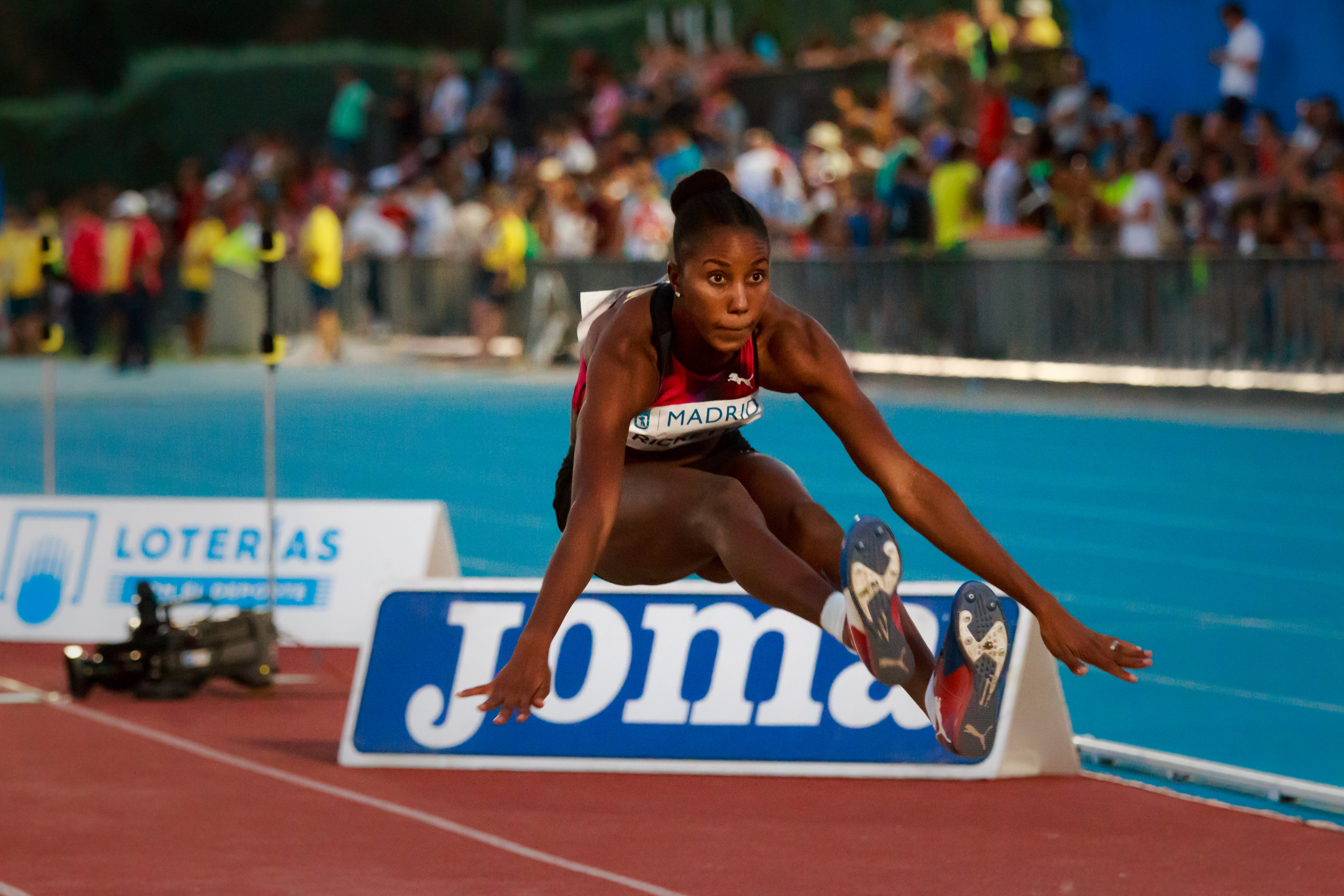
Shanieka Ricketts belegte Rang vier
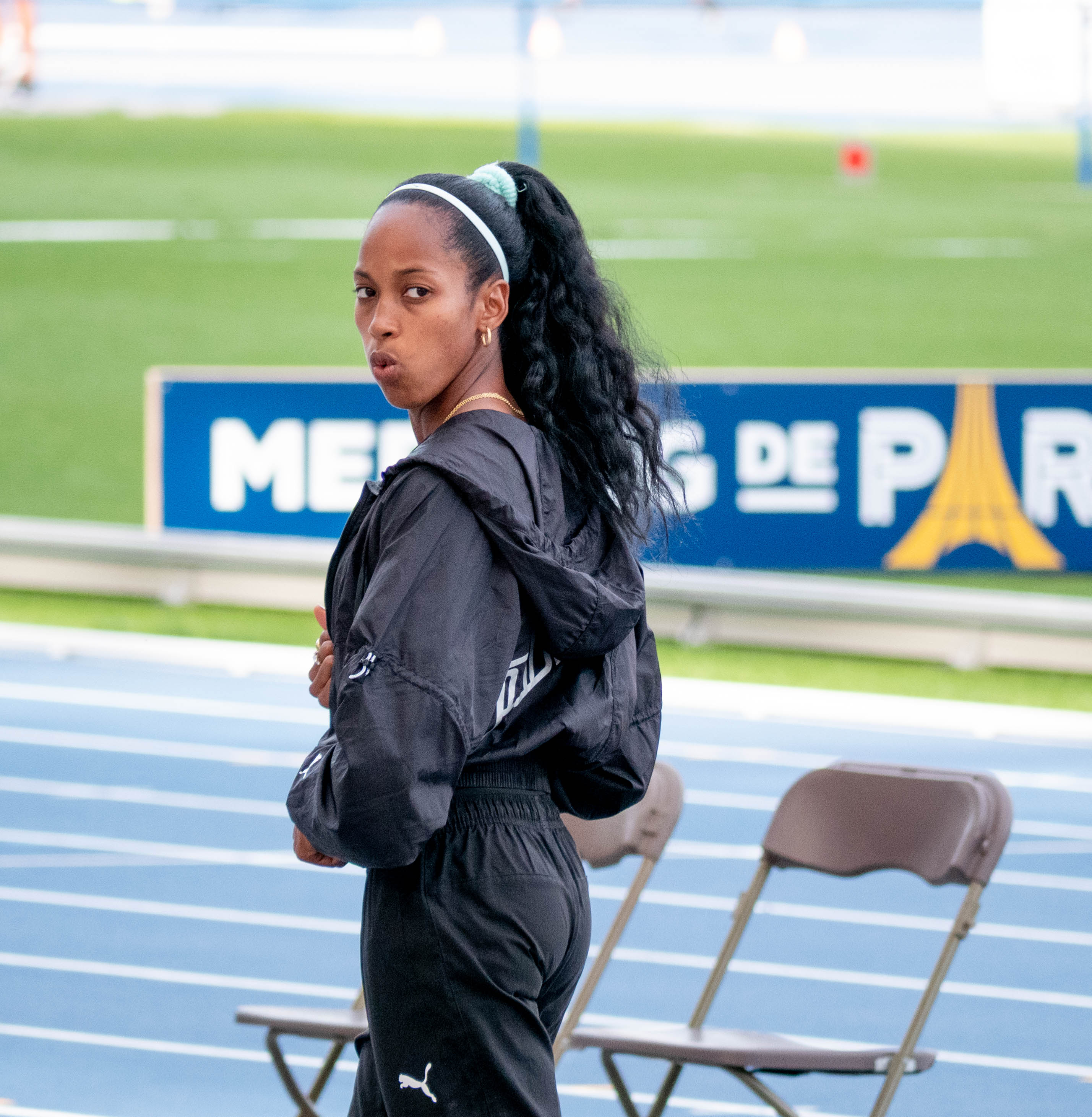
Liadagmis Povea kam auf den fünften Platz

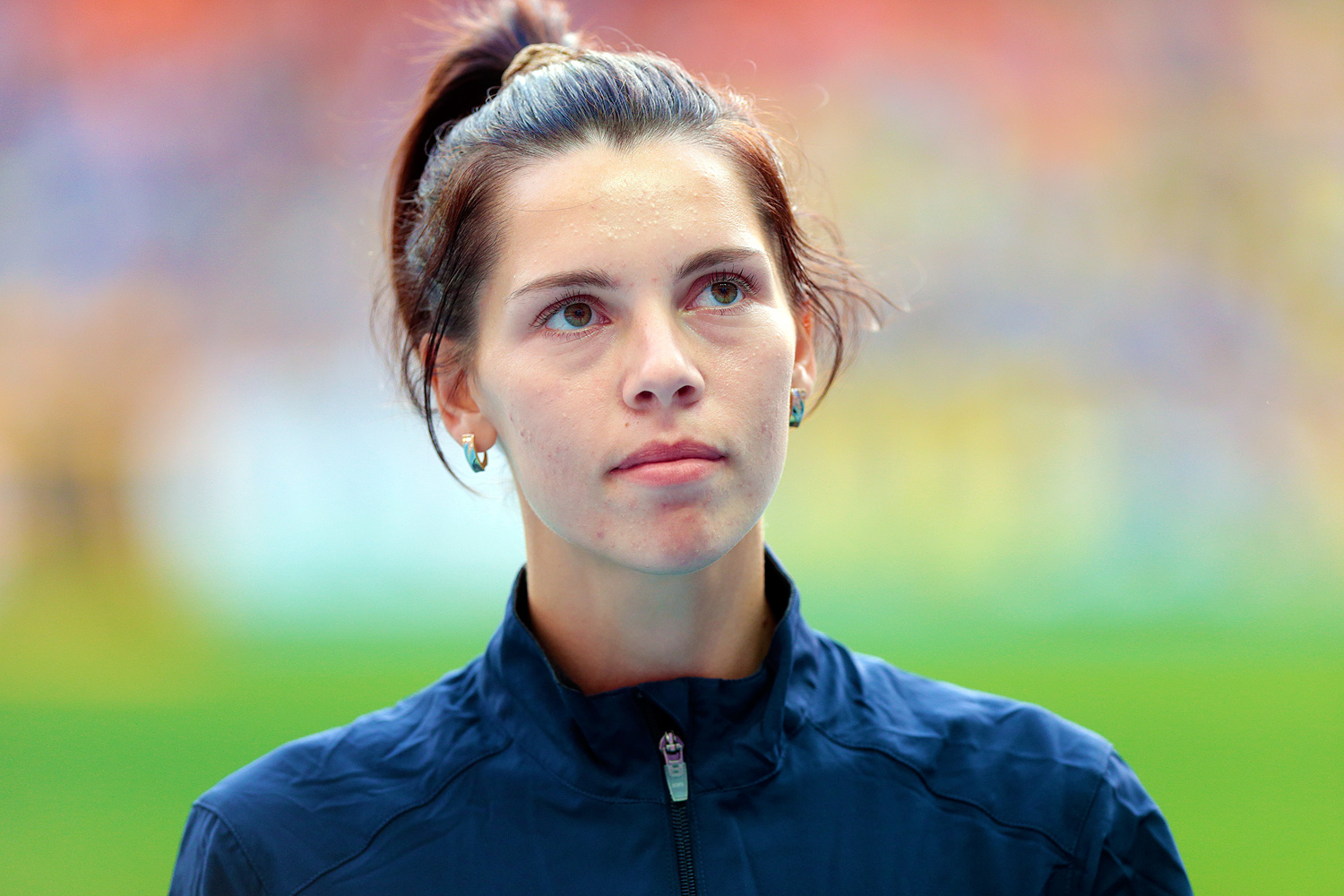
Hanna Minenko wurde Olympiasechste
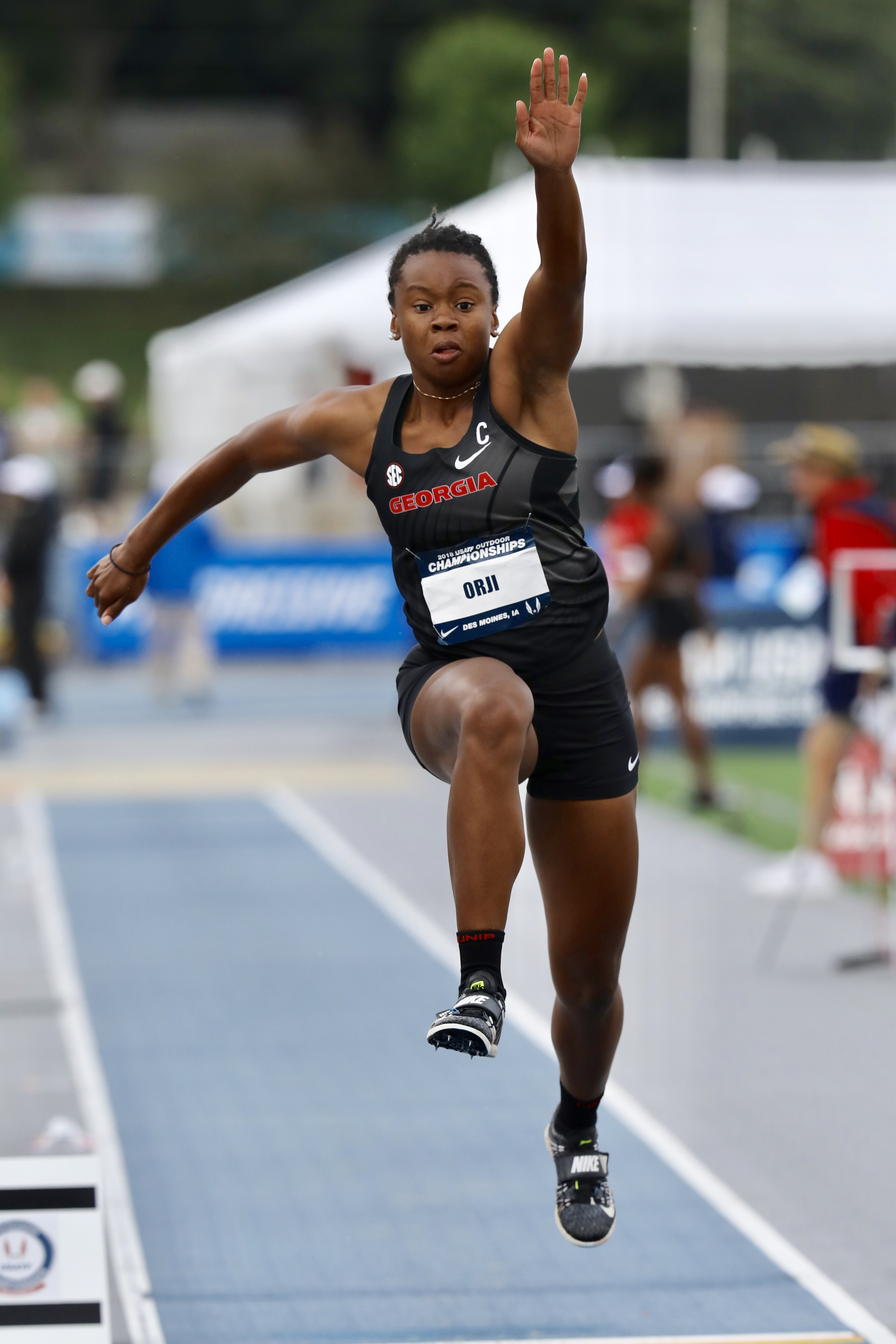
Keturah Orji erreichte Platz sieben
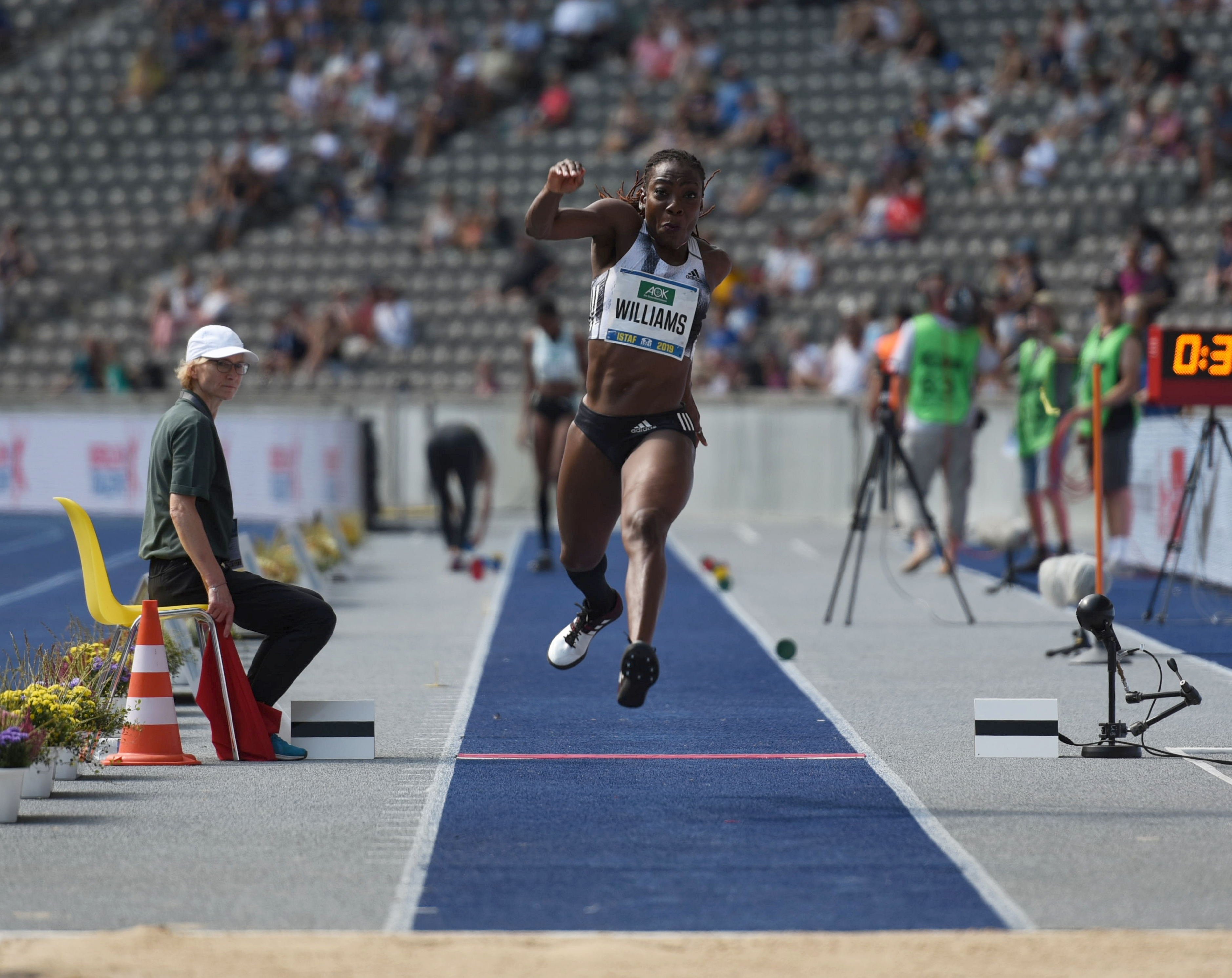
Rang acht für Kimberly Williams

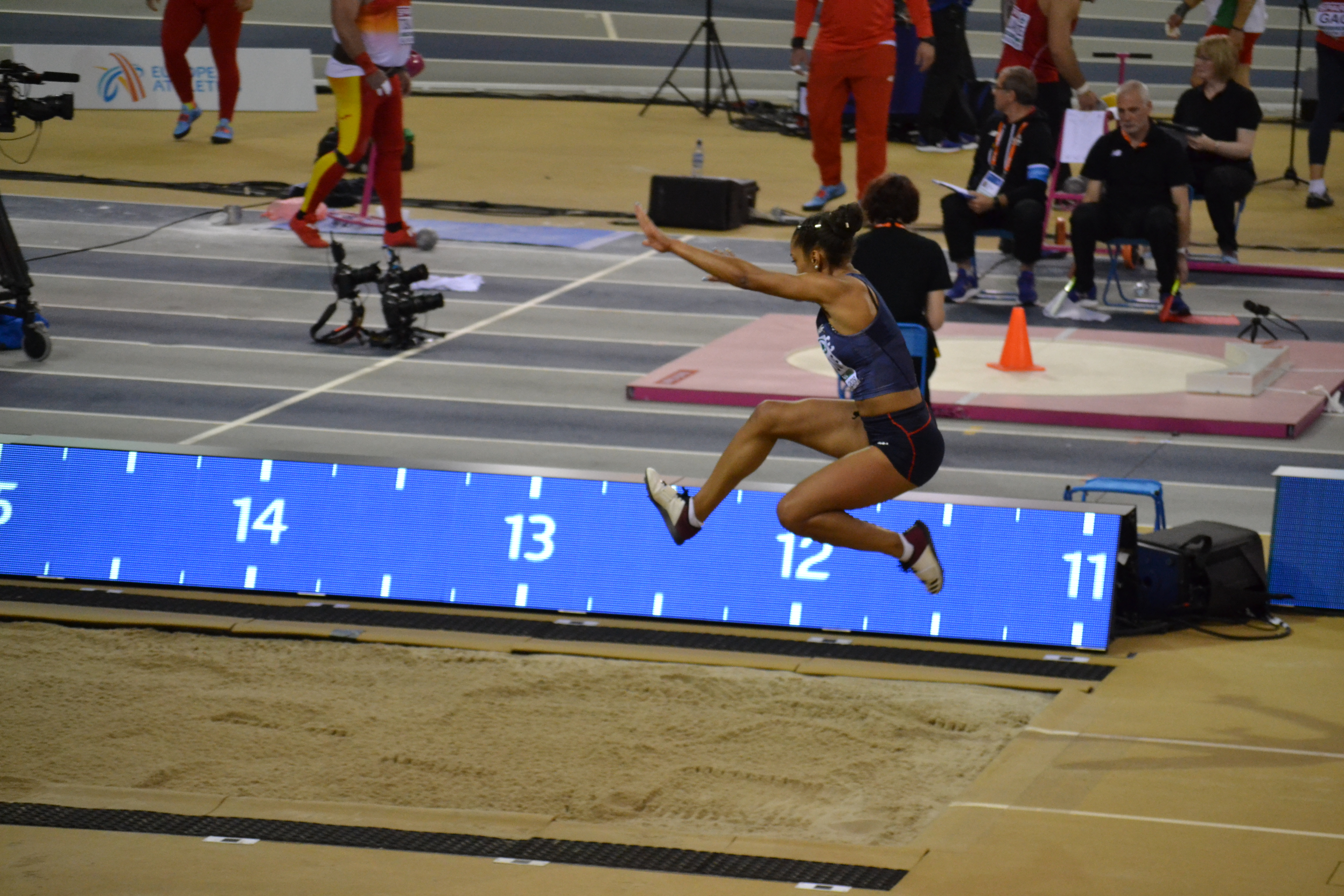
Die neuntplatzierte Rouguy Diallo
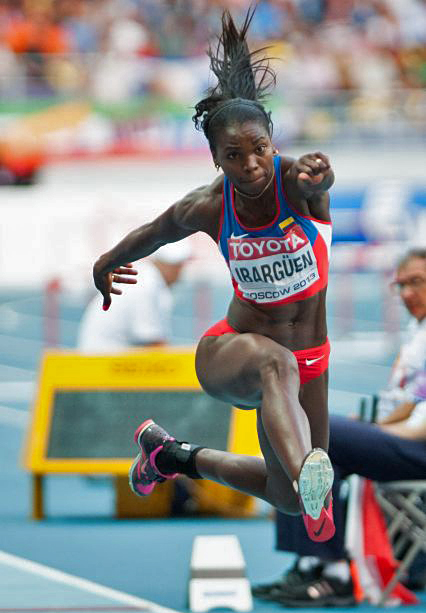
Caterine Ibargüen, Olympiasiegerin von 2016, wurde diesmal Zehnte
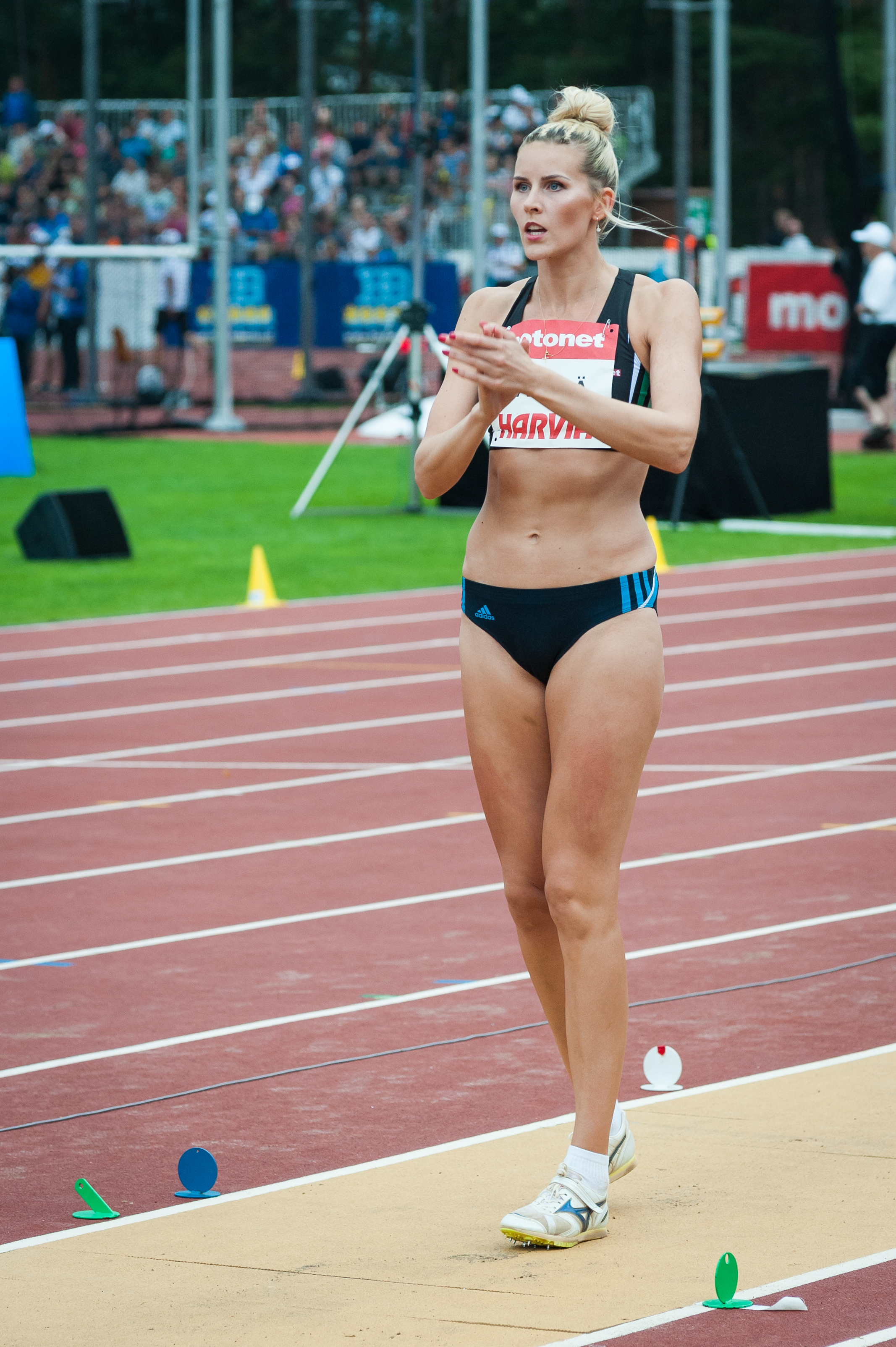
Kristiina Mäkelä – Rang elf
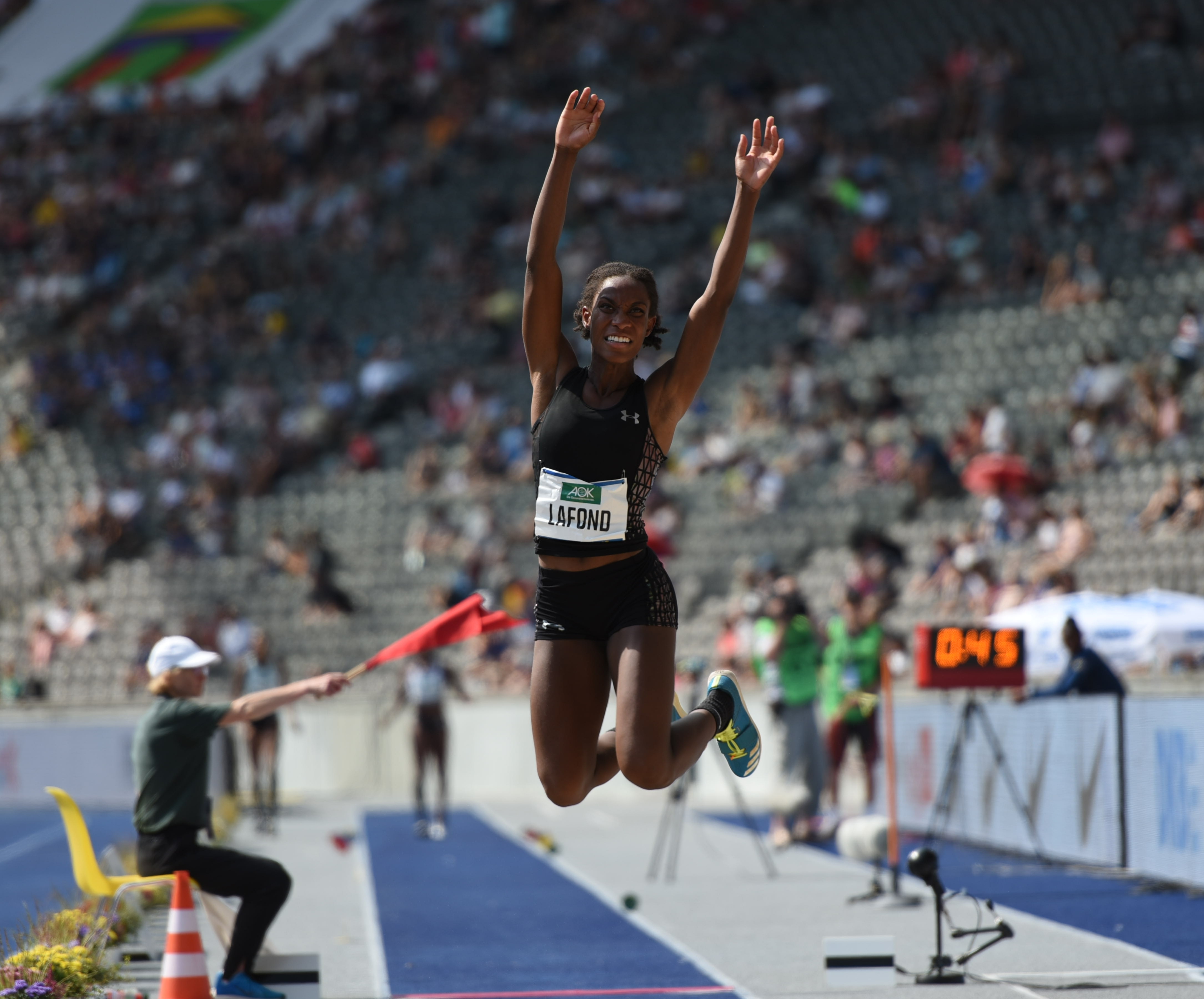
Zwölfter Platz für Thea LaFond

## Video
- Women's Triple Jump Final, Tokyo Replays, youtube.com, abgerufen am 6. Juni 2022